# Friedrich Höpfner
Friedrich Höpfner (* 4. Januar 1918 in Tucheim; † unbekannt) war ein deutscher Maler und Politiker der DDR-Blockpartei Liberal-Demokratische Partei Deutschlands (LDPD).

## Leben
Höpfner war der Sohn eines Landwirts. Nach der Schule nahm er von 1932 bis 1936 eine Lehre zum Maler auf. Er wurde in der DDR Vorsitzender der PGH „Neuer Weg“, Wusterwitz im Kreis Brandenburg.

## Politik
Er trat 1958 der in der Sowjetischen Besatzungszone neugegründeten LDPD bei. Bei den Wahlen zur Volkskammer der DDR war Höpfner Kandidat der Nationalen Front der DDR. Von 1963 bis 1981 war er Mitglied der LDPD-Fraktion in der Volkskammer.